# Elecciones al Parlamento de las Islas Baleares de 1983
Las Elecciones al Parlamento de las Islas Baleares de 1983, las primeras de la historia autonómica balear, se celebraron día 8 de mayo, junto con las elecciones municipales. 
El panorama autonómico, a primera vista, era dominado por la Unión de Centro Democrático (UCD), que había ganado las elecciones a los Consejos Insulares de 1979 y que encabezaba el Consejo General Interinsular. Sin embargo, UCD se disolvió el año 1982, y parte de la militancia ingresó en Alianza Popular, al Partido Demócrata Popular o, como su hasta entonces líder, al recién fundado Unió Mallorquina. A estos nuevos partidos se sumaban otros que ya se habían presentado a los Consejos cuatro años: PSOE, PSM o PCE.
No había ninguna ley electoral aprobada, pero el estatuto de autonomía de 1983 fijaba una distribución provisional de escaños por isla, mientras que no se aprobara una ley electoral propia. El Parlamento elegiría en su primera legislatura 54 escaños. En Mallorca se elegían 30 diputados, en Menorca 12, en Ibiza 11 y en Formentera sólo se elegía un diputado. 
Los socialistas ganaron a las islas de Mallorca, Menorca y Formentera, pero su ventaja respecto de otras fuerzas era tan exigua que la amplia victoria de la coalición de AP-PDP-UL en Ibiza proporcionó la victoria de los conservadores al conjunto de islas.

## Historia

### El proceso autonómico
Entre 1977 y 1983, la política de las Islas Baleares giró en torno a la consecución de la autonomía para el archipiélago. Este proceso debe entenderse en un contexto de generalización de las reivindicaciones autonómicas en la mayoría de territorios de España como resultado del centralismo propio de la dictadura franquista y de la presión ejercida por los nacionalismos catalán y vasco. No obstante, a pesar de que las Baleares cuentan con hechos diferenciales como la insularidad, una lengua y una cultura propias así como la existencia de una entidad política propia durante la Edad Media, las islas no fueron consideradas como nacionalidad histórica, circunstancia que marcó la evolución del camino hacia la autonomía. Entre los motivos cabe señalar la limitada implantación del nacionalismo, el escaso peso demográfico del archipiélago respecto al conjunto del Estado así como las diferencias entre los grupos favorables a la autonomía sobre la organización pluriinsular; en este sentido, es reseñable el denominado Estatuto de Cura de 1977, un proyecto que proponía una autonomía diferenciada para cada isla. Esta coyuntura propició que se optase por la opción del artículo 143 de la Constitución, la llamada «vía lenta», para acceder a la autonomía.
En las elecciones generales del 15 de junio de 1977, la Unión de Centro Democrático (UCD) fue el partido más votado en las islas con un 51,05% de los votos, seguido por el Partido Socialista Obrero Español (PSOE) que obtuvo un 23,14%. Tras las elecciones, se constituyó la Asamblea de Parlamentarios formada por los once diputados y senadores electos, pertenecientes a UCD y PSOE, en la que se acordó la consecución de un Estatuto de Autonomía mientras que el 29 de octubre tuvo lugar una manifestación a favor de la autonomía en la que participaron unas 30.000 personas. Finalmente, en julio de 1978 el Gobierno de España promulgó el Real Decreto-Ley 18/1978, de 13 de junio, por el que se concedía un régimen preautonómico para las Islas Baleares. Quedaba constituido así el Consejo General Interinsular, presidido por el ucedista Jeroni Albertí.
En 1979, una vez aprobada la Constitución, tuvieron lugar elecciones generales (1 de marzo) y elecciones municipales (3 de abril). En ambas convocatorias UCD volvió a ser el partido más votado, de manera que se confirmaba la naturaleza moderada y ligeramente conservadora de electorado balear así como el predominio de dicha formación en el archipiélago. El 3 de abril de 1979 se celebraron además elecciones preautonómicas en el Consejo General Interinsular donde UCD consiguió mayoría absoluta y en el cual también obtuvieron representación el PSOE, el Partit Socialista de Mallorca, el Partit Socialista de Menorca, Coalición Democrática y una lista independiente de Ibiza y Formentera. De manera paralela, se constituyeron los consejos insulares de Mallorca, Menorca e Ibiza-Formentera. Una vez constituidos estos organismos, comenzó la redacción del Estatuto; los puntos más polémicos fueron la denominación de la lengua cooficial, pues un sector minoritario rechazaba la denominación científica de «catalán»,  así como la composición del futuro Parlamento. Las posibilidades fueron dos; un modelo paritario, en el que la representación de Mallorca fuera equivalente a la representación del resto de islas, o un modelo proporcional, que otorgaría la mayor parte de los diputados a Mallorca, isla que concentra el 80% de la población de las Baleares. Los partidos de las islas menores defendían el modelo paritario a fin de evitar un posible centralismo mallorquín. También era partidario de este modelo Alianza Popular, consciente de que el comportamiento electoral era diferente en cada isla y que un modelo proporcional podría beneficiar a la izquierda, mientras que un modelo paritario podía ser más provechoso para los conservadores. En este sentido, debe tenerse en cuenta que los conservadores habían registrado en la isla de Ibiza la proporción de voto más alta de todo el estado.
Durante el proceso se buscó redactar un texto que contara con el apoyo de todos los grupos, pero el golpe de Estado del 23 de febrero de 1981 propició que UCD y PSOE pactaran un estatuto que fue el que definitivamente se aprobó y se remitió a las Cortes Generales. El proyecto contempló la denominación de catalán para la lengua propia y un sistema de representación proporcional corregida, o sea, se asignó a cada isla un número fijo de escaños en función de su población pero las islas menores obtuvieron más diputados de los que les correspondería en detrimento de Mallorca. El proyecto fue presentado a finales de 1981, pero la crisis interna de la UCD y el adelanto electoral de 1982 motivaron que no se aprobara hasta el 25 de febrero de 1983, siendo uno de los últimos estatutos aprobados. Finalmente, el 1 de marzo entró en vigor la Ley Orgánica 2/1983, de 25 de febrero, de Estatuto de Autonomía para las Islas Baleares. Culminaba así el proceso autonómico iniciado casi seis años antes.

### La convocatoria electoral
Tras la aprobación del Estatuto de Autonomía llegó el momento de constituir los órganos de autogobierno de las Islas Baleares, es decir, la celebración de las primeras elecciones al Parlamento. Dado que aún no había podido aprobarse una ley electoral autonómica, estas primeras elecciones se rigieron por lo dispuesto en la Disposición Transitoria Segunda del Estatuto de Autonomía. Esta establecía que los comicios debían tener lugar antes del 31 de mayo de 1983, es decir, antes de que venciera el mandato de los consejeros insulares e interinsulares elegidos cuatro años antes. Respecto al sistema electoral, se preveían cuatro circunscripciones insulares: Mallorca, con 30 diputados; Menorca, con 12 diputados; Ibiza, con 11 diputados; y Formentera, con 1 diputado. Quedaría constituido así un Parlamento de 54 diputados, la única vez que la asamblea autonómica del archipiélago ha tenido ese número de parlamentarios, pues tras las aprobación de la Ley Electoral de las Islas Baleares en 1986, en todas las legislaturas se han elegido 59 diputados. 
La Disposición añadía que se aplicarían las mismas normas electorales que regían para las elecciones generales a excepción del apartado a del artículo 4.2 del Real Decreto-Ley 20/1977, de 18 de marzo, sobre Normas Electorales, mediante el que se declaraba incompatible con la condición de parlamentario ser presidente de una diputación provincial, de un organismo interinsular o insular o alcalde de un municipio. En este sentido cabe recordar el artículo 38 del Estatuto, que establecía que los consejos insulares estaban formados por los diputados del Parlamento de cada isla. Además, la Disposición Transitoria Segunda establecía que «el Consejo General Interinsular, previo acuerdo con el Gobierno de la Nación, convocará las elecciones en la fecha que conjuntamente se establezca», organismo que por otra parte quedaría disuelto tras la formación del primer gobierno balear. De este modo, el 9 de marzo de 1983 el Consejo General Interinsular promulgó el decreto de convocatoria para las primeras elecciones al Parlamento de las Islas Baleares, previstas para el domingo 8 de mayo. Paralelamente, ese día se celebrarían elecciones municipales en todo el Estado así como elecciones a las asambleas autonómicas en las otras dos comunidades en las que todavía no se habían constituido, es decir, aquellas que accedieron a la autonomía por la denominada «vía lenta».

## Precampaña
La campaña electoral de las primeras elecciones al Parlamento balear fue irrelevante, de modo que la precampaña fue directamente inexistente. De todos modos, durante los meses previos al proceso electoral tuvieron lugar toda una serie de acontecimientos políticos entre los que destaca la crisis de UCD, partido que había sido hegemónico en Baleares. Tras su fracaso en las elecciones generales de 1982 y su posterior disolución, la mayoría de partidos buscaron ocupar el hueco dejado por la formación centrista. 

### Reorganización del panorama político
UCD había sido de manera muy amplia el partido más votado en todas las elecciones que habían tenido lugar en las islas desde 1977, tanto generales como municipales e insulares. Esto había motivado además que los ucedistas hubieran sido los responsables de liderar el proceso autonómico. No obstante, la agrupación balear no se mantuvo ajena a la crisis del partido y esto se puso de manifiesto en septiembre de 1982 cuando el presidente del Consejo General Interinsular, Jeroni Albertí, dimitió de su cargo. Fue sucedido interinamente por Francesc Tutzó, presidente del Consejo Insular de Menorca, pero las pugnas en el seno del partido y la cercanía de las elecciones generales, previstas para el 28 de octubre, y los comicios autonómicos, seis meses después, provocaron que nadie quisiera asumir dicho cargo y que el órgano preautonómico quedase en funciones hasta la constitución del gobierno balear en junio de 1983.
Llegaron las elecciones y el PSOE consiguió la mayoría absoluta tras obtener 202 de los 350 escaños del Congreso de los Diputados. En Baleares se dio la misma tendencia que en el resto del estado y los socialistas fueron la candidatura más votada con un 40,5% de los votos, un 11% más que en 1979, seguida muy de cerca por Alianza Popular, que obtuvo unos 10 000 votos menos que el PSOE y creció más de un 30% respecto a las anteriores elecciones. UCD quedó relegada al tercer puesto, con poco más del 10% de los votos; una gran caída, si se tiene en cuenta que en 1979 el 48,9% de los electores baleares apoyaron a los centristas, pero más moderada que en el conjunto del estado donde no superó el 7% de los votos. Ante esta situación, las elecciones autonómicas previstas para el mes de mayo serían una pugna en clave bipartidista entre Alianza Popular y el PSOE, pues la diferencia entre ambas formaciones era mínima. A todo ello cabe añadir que el 21 de octubre, en plena campaña electoral, se presentaba en Palma un nuevo partido, Unió Mallorquina, proyecto impulsado por antiguos militantes de UCD entre los que destacaba Albertí. Este nuevo partido, de carácter regionalista y centrista, tomaba como referencia a Convergència i Unió y tenía como objetivo conseguir la mayoría en el Parlamento balear.

## Candidatos
La Junta Electoral admitió 20 candidaturas correspondientes a 10 partidos y coaliciones. El número de candidaturas presentadas en cada circunscripción fue proporcional al tamaño de las mismas; 7 en Mallorca, 6 en Menorca, 4 en Ibiza y 3 en Formentera. Solo AP-PDP-UL y PSOE presentaron candidaturas en las cuatro islas, pero hemos de tener en cuenta que el factor insular complica la implantación de los partidos pequeños en las islas menores. El PCIB-PCE presentó candidatos en tres islas, Mallorca, Menorca e Ibiza, mientras que Unió Mallorquina solo presentó candidatura en Mallorca pero se alió con el PDL, formación que se presentó en Ibiza y Formentera, e incluyó candidatos de dicho partido en la lista de UM en Mallorca. El PSM y el CDS presentaron listas únicamente en Mallorca y Menorca, aunque en el primer caso cabe recordar que se trata de dos partidos, el Partit Socialista de Mallorca y el Partit Socialista de Menorca, independientes entre sí pero federados desde 1977. El PCOE y la Candidatura Independiente de Menorca solo se presentaron en Mallorca y Menorca respectivamente. 
- Coalición Popular (AP-PDP-UL)
- Partido Socialista Obrero Español (PSOE)
- Unió Mallorquina (UM)
- Partit Socialista de Mallorca (PSM)
- Partido Demócrata Liberal (PDL)
- Partit Socialista de Menorca (PSM)
- Candidatura Independent de Menorca (CIM)
- Partido Comunista de las Islas Baleares-PCE (PCIB-PCE)
- Centro Democrático y Social (CDS)
- Partido Comunista Obrero Español (PCOE)

## Campaña electoral
Eslóganes
- AP-PDP-UL: «Cañellas Fons con todos y marcha tu autonomía»
- PSOE: «Pel poble» y «Per un bon govern a les teves illes»
- UM: «Anam per feina»
- PSM: «Ara més que mai»

## Resultados
A conttnuación se reflejan los resultados electorales.
|  | 64,80 % |

|  | 35,20 % |

|  | 35,79 % |

|  | 34,91 % |

|  | 15,18 % |

|  | 5,49 % |

|  | 1,26 % |

|  | 1,21 % |

|  | 1,05 % |

|  | 2,48 % |

|  | 2,14 % |

|  | 0,49 % |

|  | 95,50 % |

|  | 2,50 % |

|  | 98,16 % |

|  | 1,84 % |

## Resultados por circunscripciones

### Mallorca
|  | 65,23 % |

|  | 34,77 % |

|  | 34,56 % |

|  | 34,37 % |

|  | 18,38 % |

|  | 6,61 % |

|  | 2,55 % |

|  | 2,37 % |

|  | 0,59 % |

|  | 97,44 % |

|  | 0,56 % |

|  | 97,99 % |

|  | 2,00 % |

### Menorca
|  | 66,47 % |

|  | 33,52 % |

|  | 37,65 % |

|  | 32,67 % |

|  | 13,52 % |

|  | 11,74 % |

|  | 1,84 % |

|  | 1,56 % |

|  | 97,85 % |

|  | 0,99 % |

|  | 98,84 % |

|  | 1,15 % |

### Ibiza
|  | 58,51 % |

|  | 41,49 % |

|  | 51,47 % |

|  | 30,65 % |

|  | 14,63 % |

|  | 2,85 % |

|  | 98,36 % |

|  | 0,40 % |

|  | 98,75 % |

|  | 1,24 % |

### Formentera
|  | 72,82 % |

|  | 27,17 % |

|  | 49,09 % |

|  | 39,23 % |

|  | 11,49 % |

|  | 98,43 % |

|  | 0,19 % |

|  | 98,62 % |

|  | 1,37 % |

## Diputados electos
| Circunscripción       | Partido   | Diputados |
| --------------------- | --------- | --- |
| Mallorca 30 diputados | PSOE      | 11 (Félix Pons Irazazábal, Juan Francisco Triay Llopis, Josep Alfonso Villanueva, Joan March Noguera, Josep Moll Marqués, Jaume Llull Bibiloni, Andrés París Mateu, José Luis Martín Peregrín, Joan Nadal Aguirre, Antonio Garcías Coll y María Encarnación Frau Bernat)            |
| Mallorca 30 diputados | AP-PDP-UL | 11 (Gabriel Cañellas Fons, Antonio Cirerol Thomás, Juan Verger Pocoví, Cristóbal Soler Cladera, Francisco Gilet Girart, Jaume Llompart Salvá, Catalina María Milagros Enseñat Enseñat, Andrés Mesquida Galmés, Gabriel J. Godino Busquets, Gaspar Oliver Mut y Miguel Fiol Company) |
| Mallorca 30 diputados | UM        | 6 (Jerónimo Albertí Picornell, Pedro Pablo Marrero Henning, José María Lafuente López, María Antonia Munar Riutort, Pedro Gonzalo Aguiló Fuster y Antonio Roses Juaneda) |
| Mallorca 30 diputados | PSM       | 2 (Sebastià Serra Busquets y Damià Pons Pons) |
| Menorca 12 diputados  | PSOE      | 5 (Tirso Pons Pons, Joaquín Vivó Cortés, Francisco Gómez Sabrido, Benjamín Carreras Font y Guillermo Seguí Coll) |
| Menorca 12 diputados  | AP-PDP-UL | 4 (Juan Huguet Rotger, José Allés Serra, Manuel Jaén Palacios y Fernando Saura y Manuel de Villena) |
| Menorca 12 diputados  | PSM       | 2 (Joan Francesc López Casasnovas y Juan Pons Moll) |
| Menorca 12 diputados  | CIM       | 1 (Cristóbal Triay Humbert) |
| Ibiza 11 diputados    | AP-PDP-UL | 6 (Cosme Vidal Juan, Antonio Marí Calvet, Enrique Fajarnés Ribas, Pedro Marí Torres, José Planells Roig y Antonio Ribas Costa) |
| Ibiza 11 diputados    | PSOE      | 4 (Enric Ribas Marí, Antonio Costa Costa, Ildefonso Juan Marí y Carlos Asensio Marcue) |
| Ibiza 11 diputados    | PDL       | 1 (Alonso Marí Calbet) |
| Formentera 1 diputado | PSOE      | 1 (Bartolomé Ferrer Marí) |

## Investidura de los nuevos cargos

### Constitución del Parlamento y elección de sus órganos de gobierno
La sesión constitutiva del Parlamento de las Islas Baleares tuvo lugar el 31 de mayo de 1983 en la Lonja de Palma de Mallorca, lugar en el que se reunió el pleno de la cámara de manera provisional puesto que el antiguo edificio del Círculo Mallorquín, sede definitiva, no había sido todavía adquirida para albergar el Parlamento. Se constituyó la Mesa del Parlamento, formada por el Presidente, dos vicepresidentes y dos secretarios, y en la que todos los partidos estuvieron representados en función de su número de diputados. En esa misma sesión se aprobó el reglamento de la cámara y se constituyeron los grupos parlamentarios; los 21 diputados de la coalición AP-PDP-UL formaron el Grupo Parlamentario Popular, los 21 diputados del PSOE formaron el Grupo Parlamento Socialista, el diputado ibicenco del PDL y el diputado menorquín de la Candidatura Independiente de Menorca se unieron a los 6 diputados elegidos bajo la lista de UM en Mallorca y formaron el Grupo Regionalista de les Illes, integrado por 8 parlamentarios y los 4 diputados que sumaban los PSM de Mallorca y Menorca formaron el Grupo Parlamentario Esquerra Nacionalista.
Durante la legislatura se produjeron algunos cambios en los órganos internos del Parlamento, tanto en la mesa como en los grupos parlamentarios. El vicepresidente de la cámara y diputado del Grupo Regionalista, Pedro Pablo Marrero Henning, renunció a su acta de diputado el 17 de febrero de 1984 y fue sustituido en la vicepresidencia por Pedro Gonzalo Aguiló Fuster, de su mismo grupo. Otro cambio a destacar es el de la portavocía del Grupo Socialista y líder de la oposición; Félix Pons abandonó el Parlamento en julio de 1985 y fue sustituido por el hasta entonces portavoz suplente, Joan Francesc Triay, quien además sería el candidato socialista en las elecciones de 1987.
Respecto a los grupos parlamentarios, las discrepancias entre Alianza Popular y Unió Mallorquina se reflejaron en el grupo parlamentario liderado por este último. José María Lafuente, diputado de UM, abandonó en abril de 1986 el grupo parlamentario y pasó al grupo mixto mientras que Alonso Marí, el diputado ibicenco del PDL, hizo lo mismo dos meses más tarde. En este sentido, cabe recordar que la falta de entendimiento sobre las leyes de normalización lingüística y electoral había provocado la ruptura del acuerdo de gobernabilidad existente entre conservadores y regionalistas en noviembre de 1985. El grupo mixto se disolvería el 7 de octubre de 1986, después de que Lafuente y Marí se integraran en el Grupo Popular. Antes de acabar 1986 tuvo lugar el último movimiento, cuando el secretario segundo, el nacionalista Damià Pons, anunciara su intención de integrarse en el PSOE. Así, en diciembre se movió al grupo mixto donde permaneció durante el resto de la legislatura.
| Órganos del Parlamento de la I Legislatura   |                                         |           |
| Cargo                                        | Titular                                 | Partido   |
| Presidente del Parlamento                    | Antonio Cirerol                         | AP-PDP-UL |
| Vicepresidente primero                       | Pedro Pablo Marrero Henning (1983-1984) | UM        |
| Vicepresidente primero                       | Pedro Gonzalo Aguiló Fuster (1984-1987) | UM        |
| Vicepresidente segundo                       | Josep Moll Marqués                      | PSOE      |
| Secretaria primera                           | Catalina Enseñat                        | AP-PDP-UL |
| Secretario segundo                           | Damià Pons                              | PSM       |
| Portavoz del Grupo Popular                   | Cosme Vidal                             | AP-PDP-UL |
| Portavoz del Grupo Socialista                | Félix Pons (1983-1985)                  | PSOE      |
| Portavoz del Grupo Socialista                | Joan Francesc Triay (1985-1987)         | PSOE      |
| Portavoz del Grupo Regionalista de les Illes | Jeroni Albertí                          | UM        |
| Portavoz del Grupo Esquerra Nacionalista     | Sebastià Serra                          | PSM       |
| Fuente: Parlamento de las Islas Baleares     |                                         |           |

### Elección e investidura del Presidente del Gobierno Balear
El candidato popular, Gabriel Cañellas, fue investido Presidente de las Islas Baleares el 9 de junio de 1983 con el apoyo de 29 diputados de la cámara, los 21 de su grupo parlamentario y los 8 de Unió Mallorquina. Los parlamentarios del PSOE y del PSM votaron en contra. 
| Candidato                    | Fecha                                                  | Voto       |    |    |   | PSM | Total |
| ---------------------------- | ------------------------------------------------------ | ---------- | -- | -- | - | --- | ----- |
| Gabriel Cañellas (AP-PDP-UL) | 9 de junio de 1983 Mayoría requerida: Absoluta (28/54) | Sí         | 21 |    | 8 |     | 29/54 |
| Gabriel Cañellas (AP-PDP-UL) | 9 de junio de 1983 Mayoría requerida: Absoluta (28/54) | No         |    | 21 |   | 4   | 25/54 |
| Gabriel Cañellas (AP-PDP-UL) | 9 de junio de 1983 Mayoría requerida: Absoluta (28/54) | Abstención |    |    |   |     | 0/54  |